# 後藤雅
後藤 雅（ごとう みやび、1984年4月18日 - ）は、日本とアメリカで活動するヘアメイクアーティスト。映画、テレビ、コマーシャル、雑誌などで女優、モデルのヘアメイクを担当している。大阪府泉南市出身。

## 経歴
中学生のときに、ロズウェルを観て、その中のキャラクターがヘアメイクによって全く違う年齢に変化しているのを目にし、ヘアメイクの威力にとても感動した。
それをきっかけに、ヘアメイクアップに興味を持ち、アメリカでヘアメイクアップアーティストとして活躍することを夢見るようになった。
しかし、女手一つで育ててくれた母親の希望を叶えるため、大阪産業大学付属歯科衛生士学校へ入学し、２年で卒業。
その後３年間、歯科衛生士として働いたが、夢をあきらめきれずに、単独で渡米し、カリフォルニアの美容室の面接を受けて合格したのをきっかけに、ビザを取得してオレンジ郡コスタメサに移住。
主な顧客に、祐真キキやメイトランド・ウォード（英語版）などが挙げられる。